# FIVB World Tour 2015/16 der Männer
Die FIVB World Tour 2015/16 der Männer bestand aus 21 Beachvolleyball-Turnieren, von denen vier als Major, vier als Grand Slam und 13 als Open ausgetragen wurden. Hinzu kam das Saisonfinale in Toronto.

## Turniere

### Puerto Vallarta Open, Mexiko, 6. bis 11. Oktober 2015
| Platz | Team                    |
| ----- | ----------------------- |
| 1     | Dalhausser/Lucena       |
| 2     | Brouwer/Meeuwsen        |
| 3     | B. Poniewaz/D. Poniewaz |
| 4     | Böckermann/Flüggen      |
| 5     | Kunert/Dressler         |
| 5     | Ranghieri/Carambula     |
| 5     | Nummerdor/Varenhorst    |
| 5     | Hyden/Bourne            |

### Antalya Open, Türkei, 21. bis 25. Oktober 2015
| Platz | Team                  |
| ----- | --------------------- |
| 1     | Ranghieri/Carambula   |
| 2     | Virgen/Ontiveros      |
| 3     | Pļaviņš/Regža         |
| 4     | E. Grimalt/M. Grimalt |
| 5     | Koekelkoren/van Walle |
| 5     | Holler/Schröder       |
| 5     | Kosiak/Rudol          |
| 5     | Losiak/Kantor         |

### Doha Open, Katar, 9. bis 13. November 2015
| Platz | Team                 |
| ----- | -------------------- |
| 1     | Böckermann/Flüggen   |
| 2     | Dalhausser/Lucena    |
| 3     | Hyden/Bourne         |
| 4     | Krou/Rowlandson      |
| 5     | Ranghieri/Carambula  |
| 5     | Hordvik/Usken        |
| 5     | Giginoğlu/V. Göğtepe |
| 5     | Fañe/Henriquez       |

### Kisch Open, Iran, 15. bis 19. Februar 2016
| Platz | Team                   |
| ----- | ---------------------- |
| 1     | Jefferson/Cherif       |
| 2     | Stojanowski/Jarsutkin  |
| 3     | Losiak/Kantor          |
| 4     | Kadziola/Szalankiewicz |
| 5     | Pedlow/O’Gorman        |
| 5     | Böckermann/Flüggen     |
| 5     | Virgen/Ontiveros       |
| 5     | Kosiak/Rudol           |

### Maceió Open, Brasilien, 23. bis 28. Februar 2016
| Platz | Team                      |
| ----- | ------------------------- |
| 1     | Dalhausser/Lucena         |
| 2     | Evandro/Pedro Solberg     |
| 3     | Saymon/Guto Carvalhaes    |
| 4     | Álvaro Filho/Vitor Felipe |
| 5     | Ranghieri/Carambula       |
| 5     | Virgen/Ontiveros          |
| 5     | Fijałek/Prudel            |
| 5     | Losiak/Kantor             |

### Rio de Janeiro Grand Slam, Brasilien, 8. bis 13. März 2016
| Platz | Team                  |
| ----- | --------------------- |
| 1     | Losiak/Kantor         |
| 2     | Evandro/Pedro Solberg |
| 3     | Brouwer/Meeuwsen      |
| 4     | Fijałek/Prudel        |
| 5     | Krou/Rowlandson       |
| 5     | Dalhausser/Lucena     |
| 5     | Alison/Bruno          |
| 5     | Doppler/Horst         |

### Vitória Open, Brasilien, 15. bis 20. März 2016
| Platz | Team                   |
| ----- | ---------------------- |
| 1     | Alison/Bruno           |
| 2     | Nicolai/Lupo           |
| 3     | Brouwer/Meeuwsen       |
| 4     | Ranghieri/Carambula    |
| 5     | Saymon/Guto Carvalhaes |
| 5     | Herrera/Gavira         |
| 5     | Böckermann/Flüggen     |
| 5     | Nummerdor/Varenhorst   |

### Doha Open, Katar, 4. bis 8. April 2016
| Platz | Team                |
| ----- | ------------------- |
| 1     | Ranghieri/Carambula |
| 2     | Huber/Seidl         |
| 3     | Losiak/Kantor       |
| 4     | Böckermann/Flüggen  |
| 5     | Oscar/André Loyola  |
| 5     | Nicolai/Lupo        |
| 5     | Bryl/Kujawiak       |
| 5     | Gibb/Patterson      |

### Xiamen Open, China, 12. bis 16. April 2016
| Platz | Team                  |
| ----- | --------------------- |
| 1     | Herrera/Gavira        |
| 2     | Hyden/Bourne          |
| 3     | Virgen/Ontiveros      |
| 4     | Semjonow/Krassilnikow |
| 5     | Schalk/Saxton         |
| 5     | Ranghieri/Carambula   |
| 5     | Šmēdiņš/Samoilovs     |
| 5     | Bryl/Kujawiak         |

### Fuzhou Open, China, 19. bis 23. April 2016
| Platz | Team               |
| ----- | ------------------ |
| 1     | Dalhausser/Lucena  |
| 2     | Nicolai/Lupo       |
| 3     | Herrera/Gavira     |
| 4     | Šmēdiņš/Samoilovs  |
| 5     | Binstock/Schachter |
| 5     | Virgen/Ontiveros   |
| 5     | Ljamin/Barsuk      |
| 5     | Hyden/Bourne       |

### Fortaleza Open, Brasilien, 26. April bis 1. Mai 2016
| Platz | Team                      |
| ----- | ------------------------- |
| 1     | Oscar/Andre Loyola        |
| 2     | Erdmann/Matysik           |
| 3     | Virgen/Ontiveros          |
| 4     | E. Grimalt/M. Grimalt     |
| 5     | George Wanderley/Jo Gomes |
| 5     | Faiga/Hilman              |
| 5     | Kvamsdal/Sørum            |
| 5     | Gibb/Patterson            |

### Sotschi Open, Russland, 3. bis 8. Mai 2016
| Platz | Team                  |
| ----- | --------------------- |
| 1     | Nicolai/Lupo          |
| 2     | Semjonow/Krassilnikow |
| 3     | Hyden/Bourne          |
| 4     | Ranghieri/Carambula   |
| 5     | Binstock/Schachter    |
| 5     | Krou/Rowlandson       |
| 5     | Fijałek/Prudel        |
| 5     | Koschkarjow/Bykanow   |

### Antalya Open, Türkei, 11. bis 15. Mai 2016
| Platz | Team                 |
| ----- | -------------------- |
| 1     | Šmēdiņš/Samoilovs    |
| 2     | Böckermann/Flüggen   |
| 3     | Fijałek/Prudel       |
| 4     | Kotsilianos/Zoupanis |
| 5     | Erdmann/Matysik      |
| 5     | Brouwer/Meeuwsen     |
| 5     | Nummerdor/Varenhorst |
| 5     | Bryl/Kujawiak        |

### Cincinnati Open, USA, 17. bis 22. Mai 2016
| Platz | Team                   |
| ----- | ---------------------- |
| 1     | Saymon/Guto Carvalhaes |
| 2     | Binstock/Schachter     |
| 3     | Dalhausser/Lucena      |
| 4     | Doherty/Mayer          |
| 5     | Kapa/McHugh            |
| 5     | Pedlow/O’Gorman        |
| 5     | Hyden/Bourne           |
| 5     | Gibb/Patterson         |

### Moskau Grand Slam, Russland, 24. bis 29. Mai 2016
| Platz | Team                      |
| ----- | ------------------------- |
| 1     | Nummerdor/Varenhorst      |
| 2     | Alison/Bruno              |
| 3     | Losiak/Kantor             |
| 4     | Gibb/Patterson            |
| 5     | Álvaro Filho/Vitor Felipe |
| 5     | Herrera/Gavira            |
| 5     | Nicolai/Lupo              |
| 5     | Brouwer/Meeuwsen          |

### Hamburg MAJOR, Deutschland, 7. bis 12. Juni 2016
| Platz | Team                  |
| ----- | --------------------- |
| 1     | Dalhausser/Lucena     |
| 2     | Brouwer/Meeuwsen      |
| 3     | Semjonow/Krassilnikow |
| 4     | Alison/Bruno          |
| 5     | Herrera/Gavira        |
| 5     | Böckermann/Flüggen    |
| 5     | Virgen/Ontiveros      |
| 5     | Gibb/Patterson        |

Das Turnier in Hamburg war das erste Turnier der Major Serie auf deutschem Boden. Es war gleichzeitig die letzte Möglichkeit, sich über die FIVB-Weltrangliste direkt für die Olympischen Spiele in Rio de Janeiro zu qualifizieren. Dem deutschen Duo Böckermann/Flüggen gelang dies durch einen 2:0-Sieg in der ersten KO-Runde über ihre Landsleute Erdmann/Matysik. Nach dem fünften Platz der Mexikaner Virgen/Ontiveros in Hamburg blieb Erdmann/Matysik nur noch die Chance, sich über den „Continental Cup“ für Olympia zu qualifizieren, was schließlich zwei Wochen später misslang.

### Olsztyn Grand Slam, Polen, 15. bis 19. Juni 2016
| Platz | Team                      |
| ----- | ------------------------- |
| 1     | Šmēdiņš/Samoilovs         |
| 2     | Alison/Bruno              |
| 3     | Saymon/Guto Carvalhaes    |
| 4     | Gibb/Patterson            |
| 5     | Álvaro Filho/Vitor Felipe |
| 5     | Evandro/Pedro Solberg     |
| 5     | Schalk/Saxton             |
| 5     | Hyden/Bourne              |

### Poreč MAJOR, Kroatien, 29. Juni bis 3. Juli 2016
| Platz | Team                   |
| ----- | ---------------------- |
| 1     | Alison/Bruno           |
| 2     | Doppler/Horst          |
| 3     | Schalk/Saxton          |
| 4     | Šmēdiņš/Samoilovs      |
| 5     | Saymon/Guto Carvalhaes |
| 5     | Evandro/Pedro Solberg  |
| 5     | Gibb/Patterson         |
| 5     | Dalhausser/Lucena      |

### Gstaad MAJOR, Schweiz, 6. bis 10. Juli 2016
| Platz | Team                      |
| ----- | ------------------------- |
| 1     | Evandro/Pedro Solberg     |
| 2     | Dalhausser/Lucena         |
| 3     | Šmēdiņš/Samoilovs         |
| 4     | Herrera/Gavira            |
| 5     | Álvaro Filho/Vitor Felipe |
| 5     | Ranghieri/Carambula       |
| 5     | Nummerdor/Varenhorst      |
| 5     | Gibb/Patterson            |

### Klagenfurt MAJOR, Österreich, 26. bis 31. Juli 2016
| Platz | Team                   |
| ----- | ---------------------- |
| 1     | Šmēdiņš/Samoilovs      |
| 2     | Saymon/Guto Carvalhaes |
| 3     | Schalk/Saxton          |
| 4     | Losiak/Bryl            |
| 5     | Tomatis/Dal Molin      |
| 5     | Brouwer/Meeuwsen       |
| 5     | A. Mol/Sørum           |
| 5     | Stojanowski/Jarsutkin  |

### Long Beach Grand Slam, USA, 24. bis 28. August 2016
| Platz | Team                  |
| ----- | --------------------- |
| 1     | Evandro/Pedro Solberg |
| 2     | Dalhausser/Lucena     |
| 3     | Šmēdiņš/Samoilovs     |
| 4     | Ranghieri/Caminati    |
| 5     | Herrera/Gavira        |
| 5     | Virgen/Ontiveros      |
| 5     | Bryl/Kujawiak         |
| 5     | Losiak/Kantor         |

### Toronto Saisonfinale, Kanada, 14. bis 18. September 2016
| Platz | Team                  |
| ----- | --------------------- |
| 1     | Alison/Bruno          |
| 2     | Evandro/Pedro Solberg |
| 3     | Hyden/Bourne          |
| 4     | Schalk/Saxton         |
| 5     | Šmēdiņš/Samoilovs     |
| 5     | Fijałek/Prudel        |
| 5     | Losiak/Kantor         |
| 5     | Dalhausser/Lucena     |
| 9     | Binstock/Schachter    |
| 9     | Ranghieri/Carambula   |
| 9     | Virgen/Ontiveros      |
| 9     | Brouwer/Meeuwsen      |

## Auszeichnungen des Jahres 2016
| FIVB Tour Champion        | Jānis Šmēdiņš / Aleksandrs Samoilovs |
| Most Outstanding Player   | Bruno Oscar Schmidt                  |
| Best Setter               | Phil Dalhausser                      |
| Best Hitter               | Alison Cerutti                       |
| Best Server               | Evandro Gonçalves Oliveira Júnior    |
| Best Rookie               | Gustavo Albrecht Carvalhaes          |
| Best Blocker              | Paolo Nicolai                        |
| Best Offensive Player     | Jānis Šmēdiņš                        |
| Best Defensive Player     | Bruno Oscar Schmidt                  |
| Most Improved Player      | Piotr Kantor                         |
| Most Inspirational Player | Reinder Nummerdor                    |
| Sportsman of the Year     | Bruno Oscar Schmidt                  |